# Quantum Break
Quantum Break – przygodowa gra akcji stworzona przez studio Remedy Entertainment i wydana przez Microsoft Studios. Ukazała się na konsolę Xbox One oraz komputery osobiste 5 kwietnia 2016. Za grę odpowiedzialny jest Sam Lake, znany m.in. z pracy przy produkcjach z serii Max Payne i Alan Wake. Głównym bohaterem gry jest Jack Joyce posiadający nadprzyrodzoną moc pozwalającą kontrolować czas – jego zadaniem jest powstrzymanie anomalii powstałych w wyniku eksperymentów z czasoprzestrzenią.

## Odbiór gry
Quantum Break spotkał się z pozytywnym odbiorem recenzentów w wersji na konsolę Xbox One, uzyskując 77/100 punktów według serwisu Metacritic. Z kolei średnia ocen na PC wyniosła 66/100 – niższe oceny wynikały z licznych błędów technicznych wersji na komputery osobiste.